# 朝ANSWER
「朝ANSWER」（あさアンサー）は、2009年6月10日にEpic Records Japanから発売されたPENGINの3枚目のシングル。

## 解説
前作「春春春」から3ヶ月ぶり。バンド初のテレビアニメタイアップ。初回仕様限定盤には『銀魂』描き下ろしオリジナルアナザージャケット付。

## 収録曲
全作詞：PENGIN／作曲：PENGIN・小高光太郎
1. 朝ANSWER（4：30）
編曲：PENGIN・Koma2 Kaz
テレビ東京系テレビアニメ『銀魂』第13期エンディングテーマ
長崎国際テレビ『ひるじげドン』2009年6月度エンディングテーマ
2. 夏休み。。。（5：22）
編曲：PENGIN・小高光太郎
3. 春春春（acoustic version）（5：11）
編曲：PENGIN・小高光太郎